# Lola B09/60-Aston Martin
Chronologie des modèles (2009-2010)
Lola B08/60 Aston Martin AMR-One

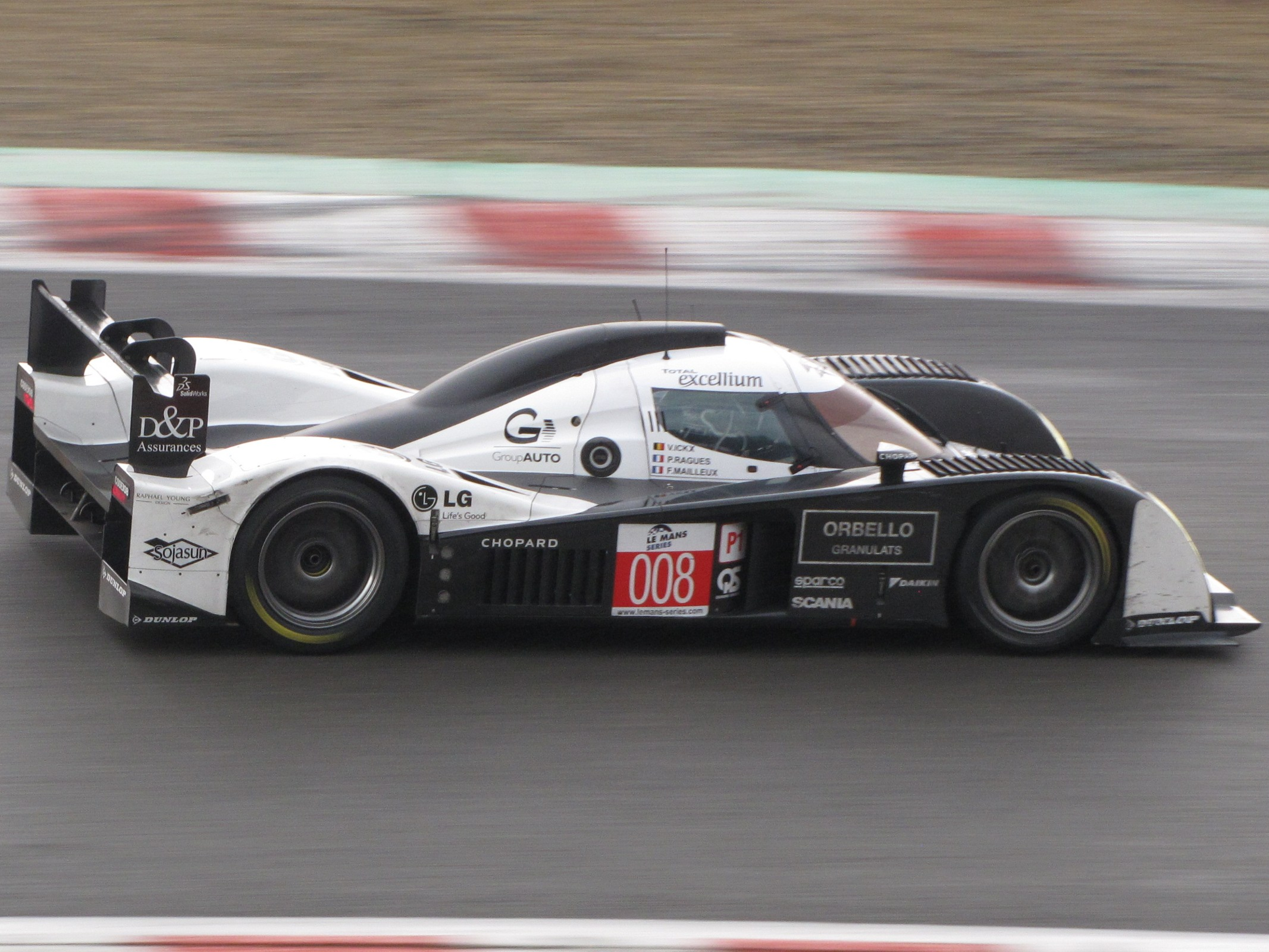
La Signature Plus de 2010

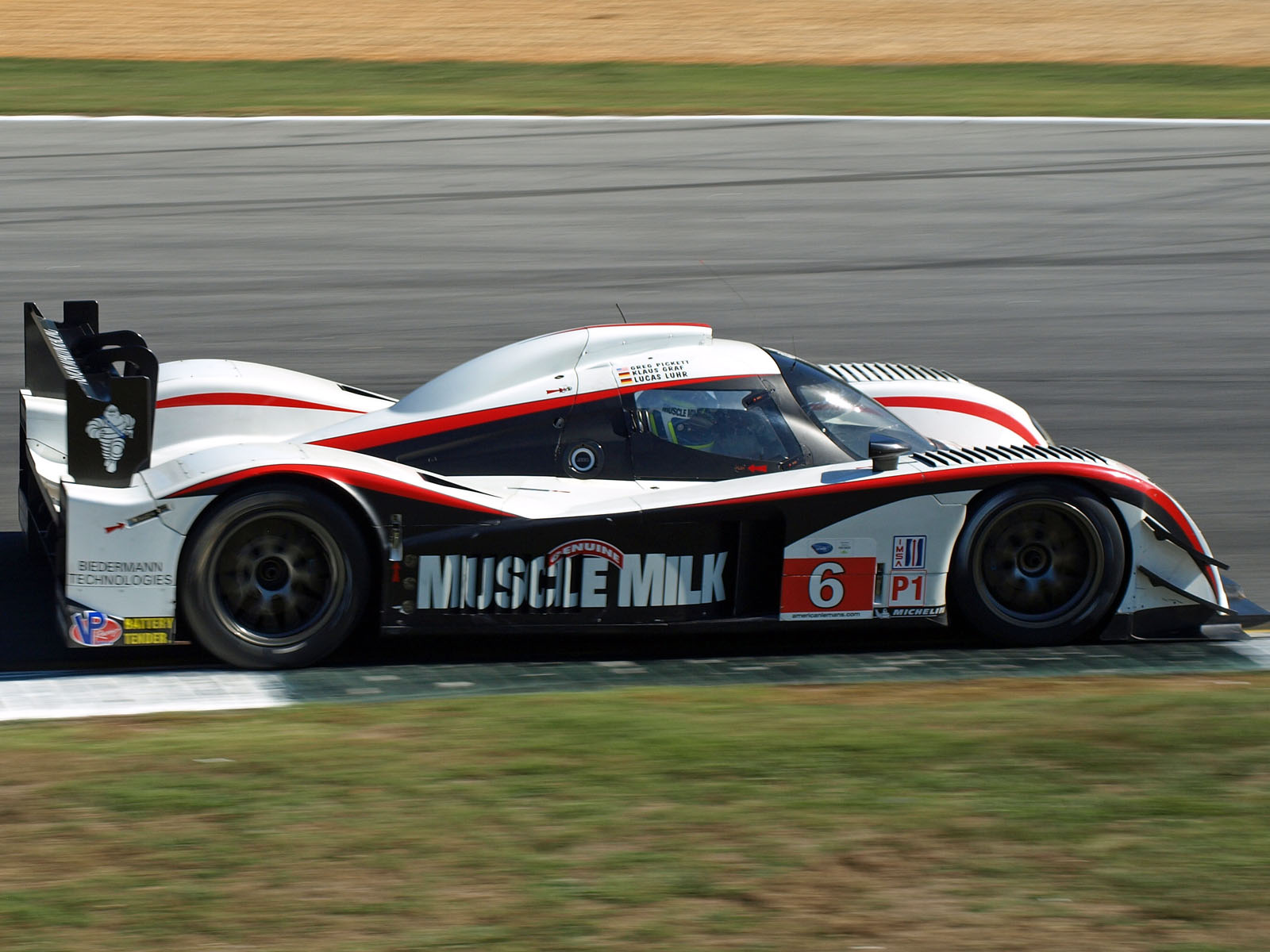
La Muscle Milk Team Cytosport de 2011

La Lola B09/60-Aston Martin, ou Aston Martin DBR1-2 est une voiture de course prototype de catégorie LMP1 construite par le constructeur britannique Lola Cars et codéveloppée puis exploitée par Prodrive pour représenter officiellement Aston Martin Racing sur les circuits.

## Historique
C'est le premier prototype à porter le nom Aston Martin depuis l'AMR1 de 1989. En interne, le nom du véhicule est DBR1-2, en référence au châssis DBR1 qui remporta six courses en 1959.
La B09/60 est une évolution de la Lola B08/60 LMP1 utilisé en 2008. Le moteur V12 est celui employé par l'Aston Martin DBR9 GT1. La période d'activité au sein de l'écurie principale Aston Martin Racing se concentre sur les deux saisons 2009 et 2010. Des écuries clientes ont aussi utilisé la voiture tout d'abord Signature qui engage en 2010 une voiture appartenant à Orbello Racing dans les Le Mans Series 2010 et les 24 Heures du Mans 2010 puis Kronos Racing qui se voit confier cette voiture en 2011aux 24 Heures du Mans. C'est aussi en 2011 que Muscle Milk Team Cytosport engage une voiture plusieurs fois victorieuse en American Le Mans Series.
Devant les difficultés de mise au point de l'AMR-One, la voiture est de nouveau alignée par Aston Martin Racing en 2011 pour les trois dernières courses de l'ILMC : 6 Heures de Silverstone, Petit Le Mans et 6 Heures de Zhuhai. Une quatrième course à Laguna Seca en American Le Mans Series est ajouté au programme en raison de sa durée de 6 heures pour préparer le Petit Le Mans et ce malgré son déroulement six jours seulement après la course de Silverstone. Cette course offre une nouvelle victoire au team Aston Martin Racing.

## 24 Heures du Mans
Elle participe pour la première fois au 24 Heures du Mans en 2009 dans la catégorie LMP1. Au général, les trois véhicules sont classés 4e (4e en LMP1), 13e (11e en LMP1), et 40e (disqualification).
Pour les 24 heures du Mans 2010, trois Lola B09/60 sont engagées par l'Aston Martin Racing, dont une est confiée à l'écurie française Signature-Plus. Une seule de ces trois voitures terminera la course, se classant à la 6e place.

## Le Mans Series

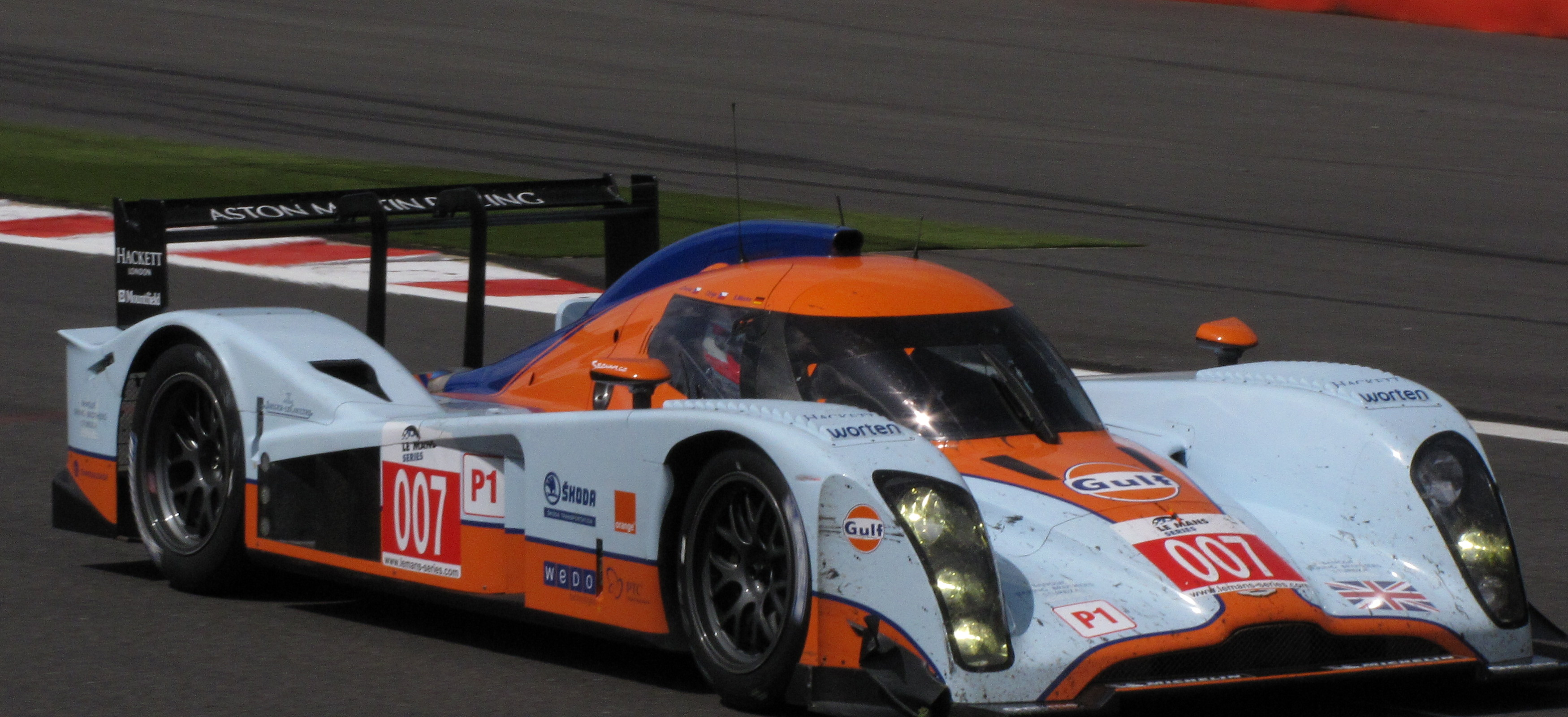
Jan Charouz pilotant une Aston Martin DBR1-2 à Spa en 2009

La voiture remporte l'édition 2009 des Le Mans Series dans la catégorie LMP1. L'écurie officielle ne participe pas à toutes les courses de la saison 2010 alors que Signature-Plus obtient la deuxième place du classement final derrière la Peugeot 908 d'Oreca.
Lors de la saison 2011, l'écurie Kronos Racing élargit son activité en engageant la voiture précédemment utilisée par Signature.

## American Le Mans Series
La Lola B09/60 participe à sa première compétition américaine en 2010 au 12 Heures de Sebring avec l'Aston Martin Racing mais c'est en 2011 qu'elle est inscrite pour une saison entière par l'écurie Muscle Milk Team Cytosport. La première victoire est obtenue cette même année lors de l'épreuve de Long Beach, elle est suivie par deux autres victoires à Mosport et à Mid-Ohio.

## Asian Le Mans Series
Pour la première saison de cette compétition en 2009 et deux courses sur le circuit international d'Okayama, l'Aston Martin Racing termine deuxième derrière la Pescarolo 01-Judd du Sora Racing en gagnant la seconde course.

## Victoires
| Date              | Équipe                     | Championnat             | Épreuve                        | Pilotes                |
| ----------------- | -------------------------- | ----------------------- | ------------------------------ | ---------------------- |
| 5 avril 2009      | Aston Martin Racing        | Le Mans Series          | 1 000 kilomètres de Catalogne  | Charouz-Enge-Mücke     |
| 23 août 2009      | Aston Martin Racing        | Le Mans Series          | 1 000 km du Nürburgring        | Charouz-Enge-Mücke     |
| 1er novembre 2009 | Aston Martin Racing        | Asian Le Mans Series    | 1 000 km d'Okayama (2e course) | Mücke-Primat           |
| 16 avril 2011     | Muscle Milk Team Cytosport | American Le Mans Series | Long Beach                     | Graf-Luhr              |
| 24 juillet 2011   | Muscle Milk Team Cytosport | American Le Mans Series | Mosport                        | Graf-Luhr              |
| 7 août 2011       | Muscle Milk Team Cytosport | American Le Mans Series | Mid-Ohio                       | Graf-Luhr              |
| 21 août 2011      | Muscle Milk Team Cytosport | American Le Mans Series | Road America                   | Graf-Luhr              |
| 17 septembre 2011 | Aston Martin Racing        | American Le Mans Series | Laguna Seca                    | Fernández-Primat-Mücke |